# جمال العرفاوي
جمال العرفاوي (1965 -) هو صحفي وباحث تونسي متخصص في الجماعات الإسلامية، والشؤون السياسة الدولية، بدأ حياته المهنية مع مجلة حقائق ثم جريدة الصحافة اليومية، شارك في تغطية عدة نزاعات في العراق ولبنان والجزائر ومصر، إبان ثورات الربيع العربي، كانت له تجربة استمرت سنة واحدة في قناة نسمة التلفزيونية، عمل فيها معلق سياسي قبل أن يتجه للصحافة الاستقصائية منذ سنة 1986.

## حبسه
أُحيل جمال العرفاوي للعرض علي مكتب التحقيق بالمحكمة العسكرية الإبتدائية الدائمة بتونس، بسبب مقال حرّره في 2016، ووجهت له تهم الإساءة إلي الهيئات العسكرية التونسية.